# Sh2-308
Sh2-308, auch als Sharpless 308, RCW 11 oder LBN 1052 bezeichnet, und allgemein als Delphinkopfnebel bekannt, ist eine HII-Region in der Nähe des Zentrums des Sternbilds Canis Major, die aus ionisiertem Wasserstoff besteht, etwa 8 Grad südlich von Sirius, dem hellsten Stern am Nachthimmel. Der Nebel ist blasenförmig und umgibt einen Wolf-Rayet-Stern namens EZ Canis Majoris. Dieser Stern befindet sich in der kurzen, prä-supernovaähnlichen Phase seiner Sternentwicklung. Der Nebel ist etwa 5.000 Lichtjahre  von der Erde entfernt.